# Univention Corporate Server
Univention Corporate Server (UCS) ist ein von Debian abgeleitetes Server-Betriebssystem mit integriertem Identity- und Infrastrukturmanagementsystem für die zentrale und plattformübergreifende Verwaltung von Servern, Diensten, Clients, Desktops und Benutzern sowie von unter UCS betriebenen virtualisierten Computern. Neben dem Betrieb lokaler virtueller Instanzen kann UCS auch in OpenStack-basierenden Clouds, Microsoft-Azure-Clouds sowie in Amazon-EC2-Cloud-Umgebungen betrieben werden. Durch Integration der Open-Source-Software Samba 4 unterstützt UCS auch die in vielen Unternehmen von Microsoft Active Directory bereitgestellten Funktionen für die Verwaltung von Computern, die mit Windows betrieben werden. Über das integrierte Univention App Center lassen sich Komponenten von UCS und für UCS-zertifizierte Applikationen namhafter Drittanbieter installieren und integrieren. UCS stellt für die App-Center-Applikationen eine Laufzeitumgebung und Services für Betrieb und ein einheitliches, zentrales Management der Apps bereit. Es ermöglicht dadurch eine besonders einfache Inbetriebnahme und Verwaltung der im App-Center zur Verfügung stehenden Apps. Auch Docker-Container lassen sich auf UCS-Systemen betreiben und mehr und mehr der im App-Center verfügbaren Apps sind ebenfalls Docker-basierend.
Die Firma Univention ist Mitglied der Open Source Business Alliance und unterstützt den Aufbau des Open Source Business Alliance Open-Source-Software-Stacks.

## Geschichte
Ausgangspunkt für die 2002 begonnene Entwicklung von UCS war das Fehlen eines standardisierten Linux-Server-Betriebssystems, das für Unternehmen und Organisationen eine Alternative zu Microsofts Domänenkonzept mit dem proprietären Verzeichnisdienst Active Directory bot. Vergleichbare Linux-Lösungen (z. B. von SUSE oder Red Hat) boten keine integrierte, systemübergreifende Benutzer- und Rechnerverwaltung, so dass entsprechende Lösungen individuell konfiguriert und gepflegt werden mussten. Maßgebliche frühe Impulsgeber für die Entwicklung von UCS waren zunächst die Oldenburgische Landesbank sowie die Behörde der bremischen Senatorin für Bildung und Wissenschaft, bis das Produkt Ende 2004 die Marktreife erlangte. Seitdem wurden neben neuen Versionen einige auf dem Hauptprodukt UCS basierende Softwarelösungen veröffentlicht (siehe: Abschnitt über das App Center). Ursprünglich wurde UCS hauptsächlich im deutschsprachigen Raum von Unternehmen und öffentlichen Organisationen verschiedenster Branchen und Bereiche eingesetzt, unter anderem von der Landesverwaltung Brandenburg.
2005 begann Univention UCS auch im deutschsprachigen Ausland über Systemhäuser zu vertreiben. Inzwischen ist UCS in vielen weiteren europäischen Ländern und auch außerhalb Europas verbreitet, z. B. in Australien, Nigeria und den USA, wo Univention seit 2013 eine Niederlassung besitzt.

## Lizenzen und Editionen
UCS ist Open-Source-Software. Die in UCS enthaltenen Eigenentwicklungen der Univention GmbH wurden bis Version 2.3 unter der GNU GPL veröffentlicht. Mit dem Erscheinen von Version 2.4 wechselte das Unternehmen auf die GNU AGPL. Es gibt einige auf UCS aufbauende Software-Appliances (z. B. im Groupware-, Desktop- oder IT-Servicemanagement-Bereich).
UCS gab es ursprünglich als kommerzielle, kostenpflichtige Edition für Unternehmen sowie als "free for personal use"-Lizenz, die ausschließlich für den privaten Gebrauch bestimmt war. Seit dem 21. April 2015 gibt es neben der kostenpflichtigen Edition für Unternehmen auch eine kostenlose sogenannte UCS Core Edition. Diese löste die „free for personal use“-Lizenz ab und darf auch kommerziell eingesetzt werden. Die Unterschiede zur kommerziellen Edition betreffen den Bereich Produkthaftung und Support sowie erweiterte Funktionen.

## Aufbau und Komponenten
Univention Corporate Server basiert auf der Linux-Distribution Debian. Zahlreiche Open-Source-Applikationen, beispielsweise Samba, der Authentifizierungsdienst Kerberos, die Virtualisierungssoftware KVM, Nagios zur Überwachung von Servern und Diensten sind in UCS integriert. Kern und wichtiges Alleinstellungsmerkmal von UCS ist jedoch das zentrale Administrationswerkzeug „Univention Management Console“, das ein system- und standortübergreifendes Management von IT-Infrastrukturen ermöglicht. UCS nutzt den Verzeichnisdienst OpenLDAP zum Speichern von Daten für das Identity- und System-Management.
Die Bedienung der Administrationswerkzeuge erfolgt über webbasierte Anwendungen und Kommandozeilenschnittstellen.
Der Hersteller bietet Möglichkeiten zur Integration von UCS in bestehende IT-Umgebungen durch die Verwendung offener Standards und mitgelieferter Konnektoren. So gestattet das integrierte Tool Active Directory-Verbindung den bidirektionalen Abgleich zwischen dem Microsoft-Verzeichnisdienst Active Directory und dem in UCS verwendeten Verzeichnisdienst OpenLDAP. UCS bietet außerdem verschiedene Schnittstellen für Hersteller von Anwendungssoftware, mit denen diese ihre Anwendungen in das UCS-Managementsystem integrieren können.
Ab UCS 3.1, das im Dezember 2012 veröffentlicht wurde, bietet Univention mit dem "Univention App Center" auch eine eigene grafische Management-Komponente für die Installation und Deinstallation von UCS-Komponenten sowie in UCS integrierte Drittapplikationen. Neben den Univention-Lösungen sind hier u. a. die Open-Source-Groupwarelösungen EGroupware, Kopano, Open-Xchange und Tine 2.0, die Backup-Lösungen und Bareos, die Kundenmanagementlösung SuiteCRM, die Online Office Lösungen ONLYOFFICE und Collabora, die Chat Lösung RocketChat sowie die Dropbox-Alternativen ownCloud und Nextcloud zu finden und in UCS installierbar. Das Univention App Center wird seit dem erstmaligen Release ständig um weitere Drittlösungen, die alle für UCS zertifiziert sind, erweitert. Seit März 2014 gibt es im App Center auch die Möglichkeit, die dort verfügbaren Anwendungen nicht nur zu installieren, sondern auch direkt beim Anbieter zu kaufen. Univention verfolgt damit eine neue Strategie und möchte das App Center so als zentrale Bezugsquelle für Open-Source-Anwendungen positionieren.

## Einsatzbereiche der Produkte im Univention App Center
Die im Univention App Center verfügbaren Produkte und UCS-Komponenten bedienen eine Vielzahl von Einsatzgebieten. Für u. a. folgende Einsatzbereiche sind Lösungen verfügbar:

### Access Management und Authentifizierung
Die UCS RADIUS app sichert den Zugang zum Netzwerk über das RADIUS Protokoll. Die in UCS integrierte SAML App stellt einen Single Sign-on Identity Provider für UCS auf Basis des Security Assertion Markup Language (SAML) Protokolls und des SimpleSAMLphp Frameworks bereit. Dadurch kann eine Single Sign-on-Funktionalität für Webservices und Applikationen von Drittanbietern (wie Google Apps, Salesforce.com etc.) angeboten werden. Die Authentifizierung wird direkt am Identity Provider durchgeführt. Benutzer werden mit UCS verwaltet und individuell für bestimmte Services freigeschaltet.
Zusätzlich kann mit Hilfe von privacyIDEA die Anmeldung mit einem zweiten Faktor durchgeführt werden.

### Active Directory-kompatible Dienste
UCS bietet im App Center mit der Komponente Active Directory-kompatibler Domänencontroller auf Basis von Samba 4 den Einsatz von UCS als Active Directory Domänencontroller für Windows-Systeme inklusive Datei-, Druck- und Netzwerkdienste.
Sollen Microsoft-Windows- und Linux-Umgebungen parallel betrieben werden, bietet das Tool Active Directory-Verbindung einen transparenten Migrationspfad zwischen Active Directory und UCS sowie einen automatischen Abgleich (Synchronisation) zwischen diesen Systemen inklusive verschlüsselter Passwörter, Gruppendefinitionen und anderen Verzeichnisdienstobjekten. UCS kann mit der Funktion Member Mode auch untergeordnetes Mitglied in einer Domäne werden und steht dann als Plattform zur Verfügung.
Ist das Ziel ein vollständiger Wechsel auf eine UCS-Umgebung bei gleichzeitiger Abschaltung aller Active Directory-Domänencontroller, ermöglicht der im App Center verfügbare Active Directory Takeover die Migration von Objekten eines nativen Active Directory-Domänencontrollers zu einem UCS Samba/AD-Domänencontroller.

### Anbindung von Microsoft Office 365 und Google Apps for Work
Mittels der Tools Microsoft Office 365 Connector und Google Apps for Work Connector wird die Benutzerverwaltung für die Cloud Services Office 365 und Google Apps for Work in UCS integriert, sodass diese Nutzer lokal und nicht in der Cloud verwaltet werden. Darüber hinaus profitieren diese Nutzer vom in UCS integrierten Single Sign-on, sodass sie zur Verwendung dieser Cloudlösungen kein weiteres Passwort benötigen.

### Client Management
Mit Univention Corporate Client (UCC) bietet das App Center ein effizient verwaltbares Betriebssystem für PCs, Notebooks und Thin Clients in Unternehmen und Behörden. Die Software enthält eine für den Business-Einsatz optimierte Desktop-Umgebung auf Basis von Ubuntu. UCC stellt integrierte Administrationsverfahren für Benutzer, Clients, Desktops oder Berechtigungen sicher und erübrigt wirkungsvoll den Einsatz unterschiedlicher, nicht aufeinander abgestimmter Administrationswerkzeuge. Es dient als Plattform für den Zugriff auf Remote-Desktop-Lösungen und virtualisierte Desktops genauso wie auf Browser- oder Terminalserver-basierte Anwendungen.

### Datensicherung
Mit SEP sesam und Bareos bietet das App Center für UCS zwei Lösungen zur Sicherung, Archivierung und Wiederherstellung aller gängigen Betriebssysteme, Virtualisierungslösungen, Anwendungen, Datenbanken und Dateien.

### Druckerverwaltung
UCS bietet einen Druckerserver auf Basis der Software CUPS, mit dem sich umfangreiche Drucker-Umgebungen realisieren lassen. PPD-Treiber für die meisten Druckermodelle werden mitgeliefert.

### Mail und Groupware
UCS Mailservices übernimmt die Funktion eines vollständigen Mailservers über SMTP und Dovecot (vor Version 4.0-2 Cyrus) für die Bereitstellung von Postfächern über IMAP und POP3. Virenprüfungen über den Scanner ClamAV und Spam-Erkennung über SpamAssassin sind integriert. Gemeinsam genutzte IMAP-Order und Mailinglisten können in der Univention Management Console definiert werden.
Darüber hinaus bietet das App Center eine Integration der Groupwarelösungen von Open-Xchange, Kopano, Kolab und Tine 2.0.
Für Mailserver-Sicherheit und Antiviren-Schutz bietet das Univention App Center die Kaspersky Security App for Linux mail server der Firma Kaspersky Lab, die in die UCS-Administrationsoberfläche automatisch integriert wird.

### Managementsoftware für Bildungseinrichtungen
Die Lösung Univention Corporate Server @ school erweitert UCS um Funktionen speziell für den Einsatz in Schulen und Bildungseinrichtungen. Dabei handelt es sich beispielsweise um Werkzeuge, um Arbeitsmaterialien verteilen und Rechner sperren zu können und eine Bildschirmsteuersoftware. Darüber hinaus stehen für UCS@school auch bekannte, webbasierte Lern- und Communityplattformen, wie WebWeaver und EDYOU, zur Verfügung, die zentral über UCS@school verwaltet werden können.

### Monitoring
Das App Center bietet mit Nagios eine Lösung zur System- und Netzwerküberwachung. Neben den Standard-Nagios-Plugins werden auch UCS-spezifische Plugins mitgeliefert (z. B. zur Überwachung der Domänenreplikation).

### Netzwerk- und Intranetmanagement
Der DHCP-Server im App Center ist ein Dienst zum dynamischen IP-Management für IPv4-Netze. Er ist flexibel konfigurierbar und verwaltet selbst große Netzwerke zuverlässig. Bei der Konfiguration kann zwischen einer dynamischen oder festen Vergabe von IP-Adressen gewählt werden. Durch die Angabe der MAC-Adresse können Systeme eine feste IP-Adresse zugeordnet und Fremdsysteme so ausgeschlossen werden.
Der Web-Proxy Squid ermöglicht die Verwendung eines Browser-Caches zur Erhöhung der Performance und Kontrolle des Datenverkehrs. Antwortzeiten für die Anwender sowie Transfervolumen können über den Internetzugang verringert werden. Darüber hinaus wird die Kontrolle und Administration des Zugriffs auf Internetinhalte ermöglicht. So kann beispielsweise festgelegt werden, welche Benutzer oder Benutzergruppen auf welche Webseiten zugreifen oder nicht zugreifen dürfen.